# Chorus Line
Chorus Line (A Chorus Line), è un film del 1985, diretto da Richard Attenborough. La sceneggiatura fu realizzata da Arnold Schulman e si basa sul libretto di James Kirkwood e Nicholas Dante dell'omonima produzione teatrale, che debuttò nel 1975 e che vinse nove Tony Awards. Le canzoni sono state composte da Edward Kleban e Marvin Hamlisch.

## Trama
Un gruppo di ballerini si riunisce sul palcoscenico d'un teatro di Broadway per un'audizione, il cui scopo è scegliere un ristretto numero di ballerini di fila per un nuovo musical, prodotto dal famoso coreografo Zach, personaggio scontroso e spigoloso, ma d'indiscutibile talento. Dopo varie fasi a eliminazione, rimangono in lizza sedici ballerini pieni di speranza, tutti disperatamente alla ricerca di lavoro, ai quali s'è aggiunta Cassie, che un tempo aveva una sentita storia d'amore con Zach stesso. In seguito, i due s'erano lasciati, ed ella aveva cambiato città, adducendo al trasferimento un nuovo lavoro come prima ballerina, nonché il bisogno di sentirsi indipendente.
Adesso Cassie è davvero disperata di trovare lavoro, o almeno abbastanza da abbassarsi a ricorrere all'ex amante, del quale sembra però essere ancora innamorata, e la cui audizione per la fila sembra capitare a proposito; se poi egli lascerà che la sua professionalità abbia la meglio sul passato e sui sentimenti, che evidentemente anch'egli prova ancora nonostante l'iniziale rifiuto di accettare Cassie nell'audizione (secondo lui, sarebbe "troppo brava per la fila!"), resta da vedere, dato il finale aperto.
Quanto al resto del film, che ha subìto molti tagli rispetto all'originale pièce teatrale, soprattutto riguardo agli elementi omosessuali, quasi tutti espunti, a parte un paio d'allusioni e la storia del portoricano Paul (che però s'infortuna ed è costretto ad abbandonare l'audizione), man mano che la storia procede, viene rivelato il più o meno difficile passato di ciascun ballerino, con toni ironici o tragici, a seconda dei vari casi. L'elemento comune che sembra emergere attraverso le diverse storie è senza dubbio la comune passione per la danza, che è riuscita ad aiutare i vari protagonisti a superare le difficoltà della vita.

## Produzione del film
A seguito dell'enorme successo ottenuto dalla pièce teatrale a Broadway, i produttori di Hollywood hanno mostrato interesse in una versione cinematografica del musical. Molti registi hanno rifiutato il progetto, insistendo sul fatto che non solo l'originale A Chorus Line era troppo amato, ma che non si sarebbe adattato bene alla dimensione cinematografica. Persino Michael Bennett, il regista della produzione teatrale, si rifiutò di parteciparvi, quando venne respinta la sua proposta di presentare il film come un'audizione volta a fare un casting per la relativa versione cinematografica del musical teatrale, invece di un adattamento letterale della pièce stessa. Quando Attenborough accettò il progetto, c'è stata un po' di apprensione riguardo al trattamento che il regista britannico avrebbe riservato alla storia intimamente americana del musical..
La decisione di modificare la colonna sonora deluse moltissimi fan dello spettacolo originale. Hello Twelve, Hello Thirteen, Hello Love, Sing! e The Music and the Mirror furono eliminate (tranne qualche frase della prima), mentre vennero aggiunte canzoni nuove, quali Surprise, Surprise e Let Me Dance for You. Inoltre, il brano che costituiva il fulcro della produzione teatrale, What I Did for Love, era originariamente interpretato dai ballerini in onore al loro amore per l'arte della danza, mentre nel film, diventa una canzone d'amore dedicata da Cassie a Zach.
Il musical teatrale è stato uno dei primi a trattare il tema dell'omosessualità, mentre, come accennato, nel film non restano che un paio di allusioni e la storia di Paul, che però non sembra concludersi bene.
Le coreografie sono state curate da Jeffrey Hornaday.

## Colonna sonora
- I Hope I Get It
- Who Am I Anyway?
- I Can Do That
- At the Ballet
- Surprise, Surprise
- Nothing
- Let Me Dance for You
- Dance: Ten; Looks: Three
- What I Did for Love
- One (Finale)

## Candidature
- Premio Oscar
  - Candidatura per il miglior montaggio a John Bloom
  - Candidatura per il miglior sonoro a Donald O. Mitchell, Micheal Minkler, Gerry Humphreys e Chris Newmann
  - Candidatura per la miglior canzone a Marvin Hamlisch e Edward Kleban (Surprise, Surprise)

- Golden Globes
  - Candidatura per il miglior film commedia o musicale
  - Candidatura per il miglior regista a Richard Attenborough

- BAFTA
  - Candidatura per il miglior montaggio a John Bloom
  - Candidatura per il miglior sonoro a Donald O. Mitchell, Micheal Minkler, Gerry Humphreys e Chris Newmann